# امواج‌آسمانی

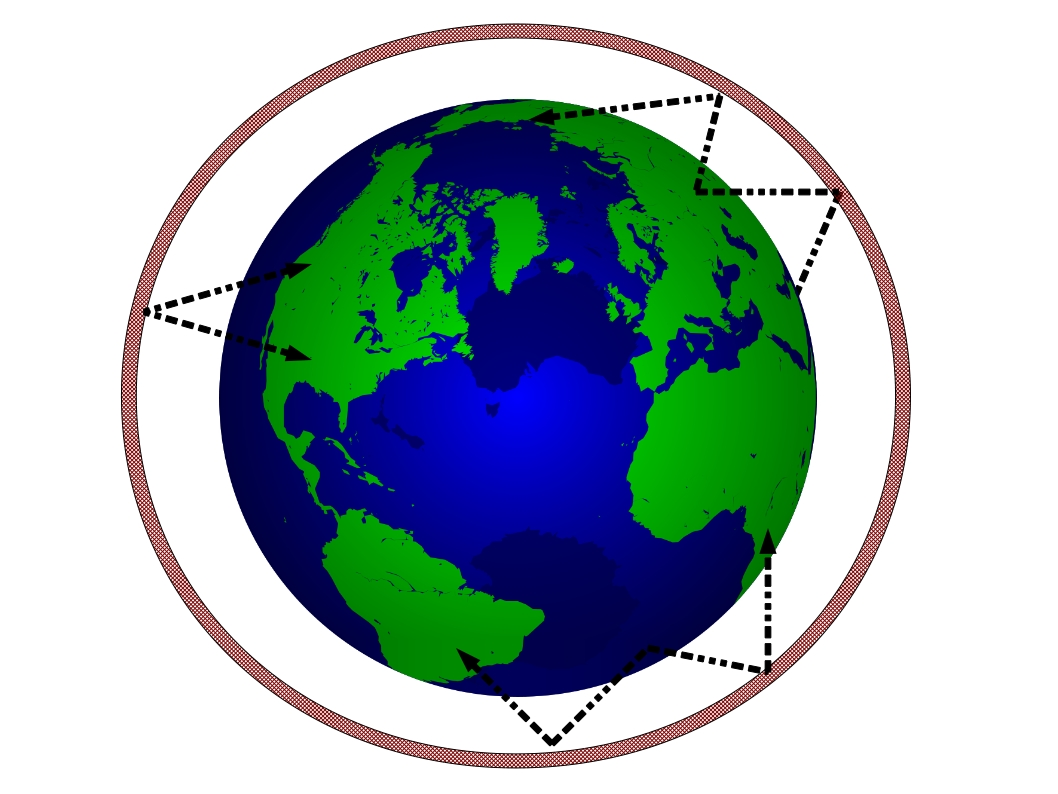
امواج رادیویی (سیاه) در هنگام انتشار امواج آسمانی از یونوسفر (قرمز) بازتاب می‌شوند

در مخابرات رادیویی، امواج‌آسمانی یا جهشی به انتشار امواج رادیویی بازتاب‌شده یا شکسته شده از یونوسفر، یک لایه با بار الکتریکی از جَو بالایی به سمت زمین برمی‌گردد. از آنجا که توسط انحنای زمین محدود نمی‌شود، می‌توان از انتشار امواج‌آسمانی برای برقراری ارتباط فراتر از افق، در فواصل بین قاره‌ای استفاده کرد. بیشتر در محدوده‌های فرکانسی موج‌کوتاه استفاده می‌شود.
در نتیجه انتشار امواج‌آسمانی، یک سیگنال از یک ایستگاه پخش AM دور، یک ایستگاه موج کوتاه یا – در شرایط انتشار پراکنده E (اصولاً در ماه‌های تابستان در هر دو نیمکره) یک ا وی‌اچ‌اف اف‌ام یا ایستگاه تلویزیونی دور – گاهی می‌تواند به وضوح در ایستگاه‌های محلی دریافت شود. بیشتر مخابرات رادیویی موج کوتاه (با فرکانس بالا) از راه دور – بین ۳ تا ۳۰ مگاهرتز – نتیجه انتشار امواج‌آسمانی است. از اوایل دهه ۱۹۲۰ اپراتورهای رادیویی آماتور (یا «تازه‌کاران»)، که به توان فرستنده کمتری نسبت به ایستگاه‌های پخش همگانی محدود می‌شوند، برای مخابرات از راه دور (یا «دی‌ایکس») از امواج‌آسمانی استفاده می‌کنند.
انتشار امواج‌آسمانی متمایز از:
- پراکندگی تروپوسفریک، یک روش جایگزین برای دستیابی به ارسال بیش از حد افق در فرکانس‌های بالاتر،
- انتشار امواج‌زمینی، جایی که امواج رادیویی بدون بازتاب یا شکست توسط جو در امتداد سطح زمین حرکت می‌کنند – حالت انتشار غالب در فرکانس‌های پایین،
- انتشار خط دید، که در آن امواج رادیویی در یک خط مستقیم حرکت می‌کنند، حالت غالب در فرکانس‌های بالاتر.

### پوشش فاصله میانجی

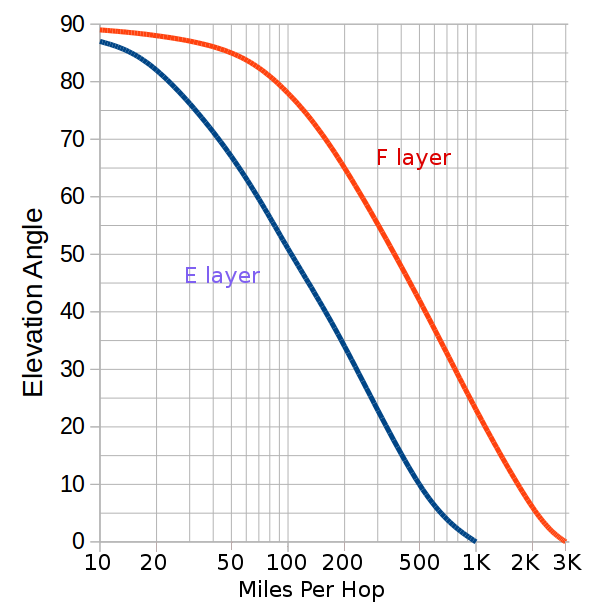
زاویه عمودی آنتن مورد نیاز در مقابل مسافت برای انتشار موج‌آسمانی

برای هر مسافت، از محلی تا حداکثر مسافت ارسال، (DX)، یک زاویه بهینه «برخاست» برای آنتن وجود دارد، همان‌طور که در اینجا نشان داده شده‌است.

### محوشدگی
در هر مسافتی امواج آسمان محو خواهند شد. لایه پلاسمای یونوسفر با یونیزاسیون کافی (سطح بازتابنده) ثابت نیست، اما مانند سطح اقیانوس موج می‌زند. متفاوت بودن بازده بازتابش از این سطح در حال تغییر می‌تواند باعث تغییر قدرت سیگنال بازتاب شده شود و باعث «محوشدگی» در پخش‌همگانی موج کوتاه شود. حتی هنگامی که سیگنال‌ها از طریق دو یا چند مسیر می‌رسند، محوشدگی جدی‌تر می‌تواند رخ دهد، به عنوان مثال هنگامی که هر دو امواج تک هاپ و دو هاپ با دیگری تداخل می‌کنند، یا هنگامی که یک سیگنال موج‌آسمان و یک سیگنال موج‌زمین تقریباً به همان قدرت به هم برسند. این رایج‌ترین منبع محوشدگی با سیگنال‌های پخش ای‌ام در شب است. محو شدن همیشه با سیگنال‌های موج‌آسمان وجود دارد و به جز سیگنال‌های دیجیتالی مانند دی‌آرام، وفاداری پخش موج کوتاه را به‌طور جدی محدود می‌کند.

## تاریخچه کشف
اپراتورهای رادیویی آماتور با کشف انتشار امواج‌آسمانی در باندهای موج کوتاه اعتبار دارند. خدمات اولیه از راه دور از انتشار موج سطحی در فرکانس‌های بسیار کم که در طول مسیر ضعیف می‌شوند، استفاده می‌کرد. فواصل طولانی‌تر و فرکانس‌های بالاتر با استفاده از این روش به معنای میرایی بیشتر سیگنال بود. این مسئله، و مشکلات تولید و آشکارسازی فرکانس‌های بالاتر، کشف انتشار موج کوتاه را برای خدمات تجاری دشوار می‌کند.
رادیو آماتورها اولین آزمایش‌های موفق در آن سوی اقیانوس اطلس را در دسامبر ۱۹۲۱ انجام دادند که در باند ۲۰۰ متر موج متوسط (۱۵۰۰ کیلوهرتز) — کوتاهترین طول موج موجود برای آماتورها کارکردند.
تداخل شدید در لبه بالایی باند ۱۵۰–۲۰۰ متری — طول موج‌های از پیش تعیین شده اختصاص داده شده توسط آماتورها توسط دومین کنفرانس رادیویی ملی در سال 1923 — آماتورها را مجبور به تغییر طول موج‌های کوتاه‌تر و کوتاه‌تر کرد. با این حال، آماتورها با تنظیم به طول موج‌های بیش از ۱۵۰ متر (۲ مگاهرتز) محدود شدند.